# Chliara hannemanni
Chliara hannemanni är en fjärilsart som beskrevs av Paul Thiaucourt 1984. Chliara hannemanni ingår i släktet Chliara och familjen tandspinnare. Inga underarter finns listade i Catalogue of Life.